# Idrottsföreningen Kamraterna
Idrottsföreningen Kamraterna (förkortat IFK) är en idrottsförening som grundades i Stockholm den 1 februari 1895. IFK-klubbarna spelade en stor roll då idrotten stabiliserades organisatoriskt i Sverige i början av 1900-talet. Numera har IFK-klubbarna alltmer blivit ordinära föreningar i Sveriges Riksidrottsförbund, i samband med att IFK:s centralstyrelse fick allt mer minskad betydelse. Stjärnan används fortfarande på tävlingskläder och som emblem på bröstet hos flera IFK-föreningar, främst av den allsvenska fotbollsklubben IFK Norrköping. Supportrar till IFK-föreningar använder alltjämt även stjärnan i andra sammanhang så som exempelvis till klistermärkesmotiv eller på kläder och flaggor.

## Historia
Initiativet till att bilda Idrottsföreningen Kamraterna togs av Louis Zettersten, en 16 år gammal elev vid Norra Reals läroverk, tillsammans med den ett år äldre Pehr Ehnemark, elev vid Östermalms läroverk. Dessa ynglingar hade visionen att bilda kamratföreningar runt om i landet, som förgreningar till Stockholmsföreningen.
Namnet kommer från tidningen Kamraten (Illustrerad tidning för Sveriges ungdom) som uppenbarligen påverkat Zettersten och Ehnemark till den grad att man fann för gott att uppkalla föreningen efter densamma. På de bägge ynglingarnas initiativ infördes den 1 februari 1895 ett upprop i tidningen, "låt oss bilda en idrottsförening med namnet IF Kamraterna". Denna tidpunkt räknas som IFK:s stiftandedatum. Uppropet gav åtta svar och Idrottsföreningen Kamraterna bildades. Louis Zettersten blev förste ordförande och Pehr Ehnemark skattmästare.
IFK-klubbarna spelade en stor roll då idrotten stabiliserades organisatoriskt i Sverige i början av 1900-talet. Knytningen till läroverken tycks, i varje fall i början, ha varit dominerande, vilket kan förklara att IFK-rörelsen huvudsakligen har varit ett stadsfenomen. Den sammanhållande instansen, centralstyrelsen, har successivt fått allt mindre betydelse. Numera har IFK-klubbarna alltmer blivit ordinära föreningar i Sveriges Riksidrottsförbund.
1903–1904 uppgick IFK-föreningarna i Riksidrottsförbundet.
Klubbar inom IFK finns numera i hela Sverige och redan tidigt bildades också IFK-klubbar i grannländer, i Finland till exempel Helsingfors IFK, IFK Mariehamn och Vasa IFK.
Carl XVI Gustaf åtog sig 1974 att vara IFK:s höge beskyddare och förste hedersledamot, en roll som han övertog efter sin farfar Gustaf VI Adolf.

## Klubbfärger
De flesta av de 168 klubbarna inom IFK använder färgerna vitt och blått, som sägs stå för oskuld och trohet, samt en fyruddig stjärna. Föreningens fyruddiga stjärna står för ihärdighet, färdighet, kraft och kamratskap. Undantag från blåvita tävlingsdräkter utgörs bland annat av Helsingfors IFK (röd och vit), IFK Hässleholm (gul och svart), IFK Malmö (gul och vit), IFK Mariehamn (vit och grön), IFK Ystad (röd och blå), IFK Kalix (röd och vit), IFK Klagshamn (gul och blå), IFK Salem (grön och vit), IFK Fjärås (röd och vit), IFK Östersund (röd och vit), IFK Kungälv (röd och blå), Grankulla IFK (vit och grön), IFK Täby (röd och svart), IFK Kristianstad (orange), Ulricehamns IFK (blå och svart), IFK Bjurfors (gul och svart), IFK Gnarp (röd och vit), IFK Wreta Kloster (röd och blå) samt IFK Valla (röd och vit).

## Framgångar
Av alla IFK-klubbar runt om i Sverige är det klubbarna IFK Göteborg och IFK Norrköping som varit mest framgångsrika i fotboll med 18 respektive 13 SM-guld. I bandy har IFK Uppsala utmärkt sig med 12 SM-guld. I handboll har IFK Kristianstad under flera perioder varit en dominerande förening med 9 SM-guld och 10 seriesegrar i den högsta serien, samt Champions League-spel.
I Finland är IFK Helsingfors (som dock oftast benämns Helsingfors IFK) den mest framgångsrika kamratföreningen med sina 16 FM-guld i bandy, sju i fotboll och sju i ishockey. 

## Klubbar inom IFK

### Sverige
- IFK Anderstorp
- IFK Arboga
- IFK Arvidsjaur
- IFK Askersund
- IFK Aspudden-Tellus
- IFK Bankeryd
- IFK Berga
- IFK Bergshamra
- IFK Bergvik
- IFK Bjurfors
- IFK Borlänge
- IFK Borgholm
- IFK Borås
- IFK Bänared
- IFK Dannemora/Österby
- IFK Djursholm
- IFK Edebäck/Uddeholm
- IFK Emtunga
- IFK Enskede
- IFK Eskilstuna
- IFK Falköping
- IFK Falun
- IFK Fjärås
- IFK Gislaved
- IFK Gnarp
- IFK Gnesta
- IFK Grängesberg
- IFK Gävle
- IFK Göteborg
- IFK Hallsberg
- IFK Halmstad
- IFK Hammarö
- IFK Haninge
- IFK Hedemora
- IFK Helsingborg
- IFK Hindås
- IFK Holmsund
- IFK Hult
- IFK Hällingsjö
- IFK Härnösand
- IFK Hässleholm
- IFK Kalix
- IFK Kalmar
- IFK Karlshamn
- IFK Karlskrona
- IFK Kiruna
- IFK Klagshamn
- IFK Knislinge
- IFK Kristianstad
- IFK Kristinehamn
- IFK Kumla
- IFK Kungälv
- IFK Lammhult
- IFK Lane
- IFK Lidingö
- IFK Lidköping
- IFK Likenäs
- IFK Lindesberg
- IFK Linköping
- IFK Lit
- IFK Ludvika
- IFK Luleå
- IFK Lund
- IFK Malmö
- IFK Mariefred
- IFK Mariestad
- IFK Mockfjärd
- IFK Mora
- IFK Motala
- IFK Munkfors
- IFK Mölndal
- IFK Nora
- IFK Norrköping
- IFK Nyköping
- IFK Nyland
- IFK Nässjö
- IFK Ore
- IFK Orsjö
- IFK Osby
- IFK Oskarshamn
- IFK Påryd
- IFK Rundvik
- IFK Råneå
- IFK Rättvik
- IFK Rössjöholm
- IFK Sala
- IFK Salem
- IFK Simrishamn
- IFK Skoghall
- IFK Skövde
- IFK Sollentuna
- IFK Stockaryd
- IFK Stockholm
- IFK Stocksund
- IFK Strängnäs
- IFK Strömstad
- IFK Strömsund
- IFK Sundsvall
- IFK Sunne
- IFK Sävsjö
- IFK Söderhamn
- IFK Tidaholm
- IFK Timrå
- IFK Trelleborg
- IFK Trollhättan
- IFK Tumba
- IFK Tuna
- IFK Täby
- IFK Tärendö
- IFK Uddevalla
- Ulricehamns IFK
- IFK Umeå
- IFK Uppsala
- IFK Valla
- IFK Varberg
- IFK Vaxholm
- IFK Velen
- IFK Viksjö
- IFK Visby
- IFK Våmhus
- IFK Vänersborg
- IFK Värnamo
- IFK Värsås
- IFK Västervik
- IFK Västerås
- IFK Växjö
- IFK Wreta Kloster
- IFK Ystad
- IFK Åkullsjön
- IFK Ålund
- IFK Åmål
- IFK Ås
- IFK Öhr
- IFK Ölme
- IFK Örby
- IFK Örebro
- IFK Österbymo
- IFK Östersund
- IFK Österåker
- IFK Öxnehaga
- IFK Öxnevalla

### Finland
- IFK Björneborg
- Grankulla IFK
- IFK Helsingfors (HIFK)
- IFK Jakobstad
- IFK Lepplax
- IFK Mariehamn
- Vasa IFK
- IFK Willmanstrand
- IFK Uleåborg
- IFK Viborg
- Åbo IFK